# Markgrevskapet Meissen

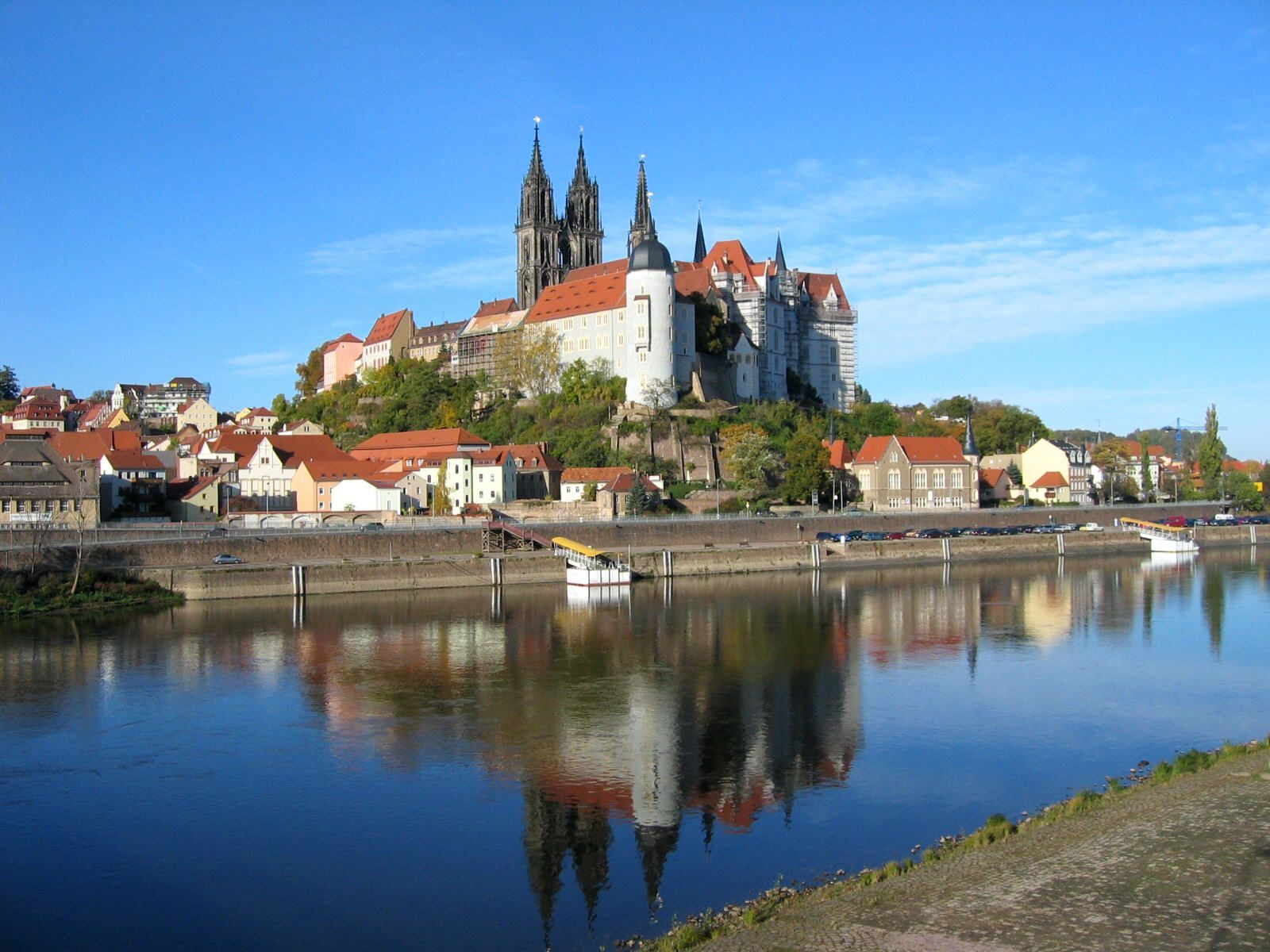
Albrechtsburg i Meissen, markgrevarnas residens under medeltiden.

Markgrevskapet Meissen var tyskt markgrevskap, upprättat 965 till skydd mot sorberna. Det gränsade i söder till Böhmen och sträckte sig ursprungligen i öster till Queis, i norr till Schwarze Elster, i väster över Mulde och motsvarar nu en del av nuvarande förbundslandet Sachsen. Det omfattade även Oberlausitz och gavs omkring 1130 i förläning åt Konrad, greve av Wettin. En av hans efterkommande, Henrik den upplyste, ärvde 1247 lantgrevskapet Thüringen. Markgreven Fredrik den stridbare av Meissen blev 1423 kurfurste av Sachsen efter att huset Askaniens Sachsen-Wittenberg-gren dött ut. Meissen kom vid Sachsens delning 1485 att styras av den albertinska linjen av huset Wettin, hertigarna av Sachsen-Meissen.  Hertigen Moritz av Sachsen-Meissen förlänades med Sachsen-Wittenberg och kurfurstetiteln 1547, så att titeln markgreve av Meissen åter kom att innehas av kurfurstarna av Sachsen. Huset Wettins huvudman efter den sachsiska monarkins avskaffande titulerar sig idag bland annat markgreve av Meissen.

## Markgrevar av Meissen
- Wigbert (965–976)
- Thietmar I (976–979), även markgreve av Merseburg
- Gunther (981–982), även markgreve av Merseburg
- Rikdag II (978–985), från 982 även markgreve av Merseburg
- Ekkehard I (985–1002)
- Gunzelin (1002–1009)
- Hermann I (1009–1038)
- Ekkehard II (1038–1046)
- Wilhelm av Weimar-Orlamünde (1046–1062)
- Otto I av Weimar-Orlamünde (1062–1067)
- Ekbert I (1067–1068)
- Ekbert II (1068–1089)
- Vratislav II av Böhmen (1076–1089)
- Henrik I (1089–1103)
- Henrik II (1103–1123)
- Wiprecht II (1123–1124)
- Hermann I av Winzenburg (1124–1129)
- Konrad den store (1123–56)
- Otto den rike (1156–90)
- Albrekt I "den stolte" (1190–95)
- Didrik den beträngde (1195–1221)

Markgrevar av Meissen och lantgrevar av Thüringen:
- Henrik den upplyste (1221–1288)
- Albrekt den vanartige (död 1314)
- Fredrik den frejdige (död 1324)
- Fredrik den allvarlige (1324–47)
- Fredrik den stränge (1347–81)
- Fredrik den stridbare (1381–1428)

Efter att huset Askaniens Sachsen-Wittenberg-linje dog ut blev markgrevarna av Meissen 1423 kurfurstar av Sachsen (se vidare Kurfurstendömet Sachsen).

## Källa
Den här artikeln är helt eller delvis baserad på material från Nordisk familjebok, Meissen, 1904–1926.